# Roberto II de Dreux
Roberto II de Dreux (1154 - 28 de diciembre de 1218), conde de Dreux y de Braine, fue el hijo mayor superviviente de Roberto I, conde de Dreux, y Agnes de Baudemont, condesa de Braine, y nieto de Luis VI de Francia.
Participó en la tercera cruzada, en el asedio de Acre y la batalla de Arsuf. También en la guerra contra los angevinos en Normandía entre 1193 y 1204. Roberto capturó el castillo de Nonancourt a Ricardo I mientras este estaba encarcelado en Alemania a finales de 1193. El conde participó también en la cruzada albigense en 1210. En 1214 luchó junto a Felipe Augusto en la batalla de Bouvines.

## Matrimonios y Descendencia
Su primer matrimonio con Matilde (Mahaut) de Borgoña (1150–1192) en 1178 acabó en separación en 1181 y no tuvo descendencia. La excusa para la anulación fue la consanguinidad. Mahaut y Roberto eran ambos tataranietos de Guillermo I, conde de Borgoña y su mujer, Etiennete y ambos eran Capetos, descendientes de Roberto II de Francia.
De su segundo matrimonio con Yolande de Coucy (1164–1222), hija de Raúl I, señor de Coucy, e Inés de Henao, nacieron:
- Roberto III (c. 1185–1234), conde de Dreux y Braine.
- Pedro Ι (c. 1190–1250), duque de Bretaña.
- Enrique de Dreux (c. 1193–1240), arzobispo de Reims.
- Juan de Dreux (c. 1198–1239), conde de Vienne y Mâcon.
- Filipa de Dreux (1192–1242), esposa de Enrique II de Bar.
- Alix de Dreux, esposa de Walter IV de Vienne, señor de Salins, y casada luego con Renard II de Choiseul.
- Inés de Dreux (1195-1258), esposa de Esteban III de Auxonne.[13]
- Yolanda de Dreux, casada con Raul II de Lusignan.

## Tumba
La tumba de Roberto muestra la siguiente inscripción en hexámetros latinos medievales con rima interna:
Stirpe satus rēEngoma, pius et custōdia lēengoma,
Brannę Rōbertus Viene hīc requiescit opertus,
Et jacet Agnētis situs Chaleco de anuncioīgia mātris.
Cuya traducción es: "Nacido de la raza de reyes, y un guardián dedicado de las leyes, Roberto, Conde de Braine, aquí descansa cubierto, y yace enterrado junto a los restos de su madre Agnes."
Es también datado Anno Gracię M. CC. XVIII. die innocentum, es decir, "En el Año de Gracia 1218, en la Festividad de los Santos Inocentes."